# 泰尔尼-索尔尼
泰尔尼-索尔尼（法語：Terny-Sorny，法語發音：[tɛʁni sɔʁni]）是法国上法蘭西大區埃纳省的一个市镇，属于苏瓦松区。

## 地理
泰尔尼-索尔尼（49°26'50"N, 3°22'6"E）面积7.07 平方千米，位于法国上法蘭西大區埃纳省，该省份为法国北部内陆省份，北起北部省，西接索姆省和瓦兹省，东临阿登省和马恩省，西南至塞纳-马恩省，东北部与比利时接壤。
与泰尔尼-索尔尼接壤的市镇（或旧市镇、城区）包括：克拉姆西、瑞维尼、勒伊苏库西、勒里、马尔日瓦勒、讷维尔-叙马尔日瓦勒、沃克萨永、维耶里。

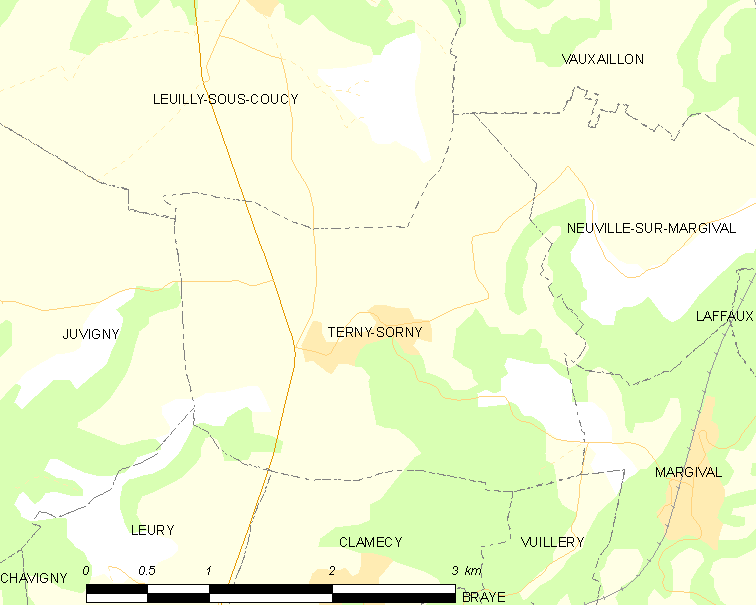
泰尔尼-索尔尼的OSM定位图

泰尔尼-索尔尼的时区为UTC+01:00、UTC+02:00（夏令时）。

## 行政
泰尔尼-索尔尼的邮政编码为02880，INSEE市镇编码为02739。

## 政治
泰尔尼-索尔尼所属的省级选区为塔德努瓦地区费尔县。

## 人口

1962-2008年间泰尔尼-索尔尼人口变化图示

泰尔尼-索尔尼于2022年1月1日时的人口数量为326人。